# Orden Bernardo O’Higgins

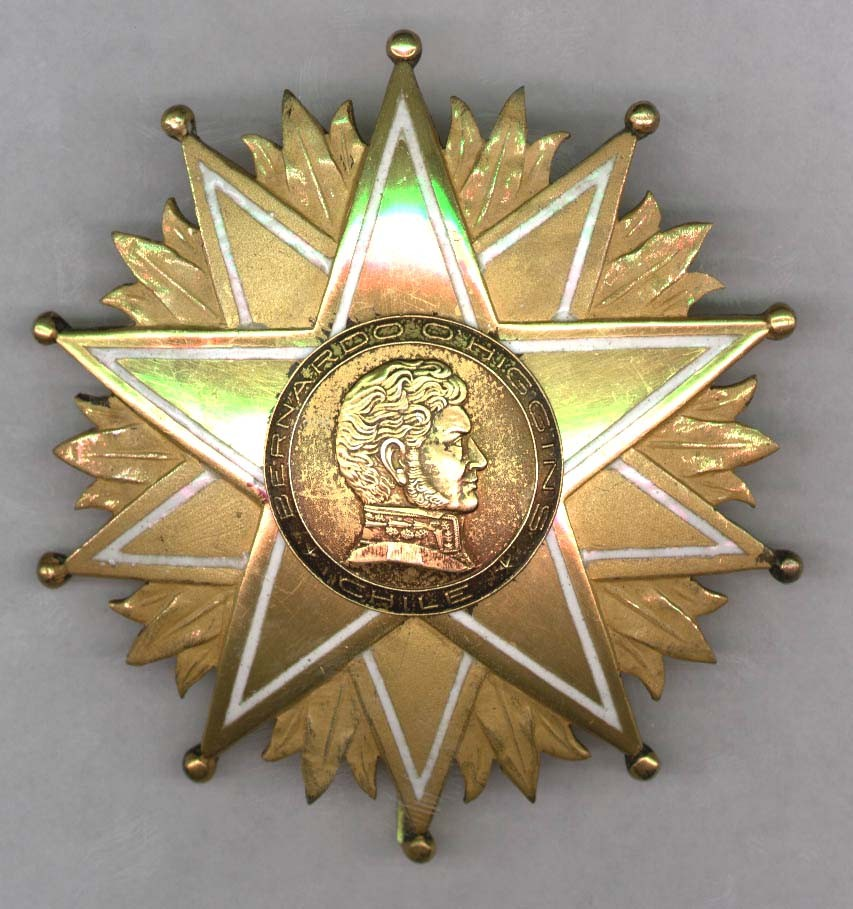
Bruststern des Ordens Bernardo O’Higgins

Der Orden Bernardo O’Higgins ist ein chilenischer Orden, der ausschließlich Ausländern für Leistungen auf dem Gebiet der Künste, Wissenschaften, Erziehung, Industrie, des Handels oder der sozialen und humanitären Zusammenarbeit verliehen wird. Die Verleihungen erfolgen auf Antrag des chilenischen Außenministers durch den Staatspräsidenten. 

## Geschichte
Der Orden wurde am 28. April 1956 als Erweiterung des Ordens Al Mérito durch den chilenischen Staatspräsidenten Carlos Ibáñez del Campo gestiftet und umfasste damals zwei Klassen, nämlich die Medalla Bernardo O’Higgins, Primera Clase (Medaille Bernardo O’Higgins 1. Klasse) und die Medalla Bernardo O’Higgins, Segunda Clase (Medaille Bernardo O’Higgins 2. Klasse). 1967 wurde er reorganisiert und in vier Klassen gegliedert; 1968 trat als fünfte Klasse das Großkreuz hinzu, 2006 als höchste Klasse die Kollane.

## Ordensklassen
- Collane
- Großkreuz
- Großoffizier
- Kommandeur
- Offizier
- Ritter

## Ordensdekoration
Das Ordenszeichen ist ein silbervergoldeter fünfstrahliger Stern mit einer weiß emaillierten Fassung, der auf einem ebenfalls fünfstrahligen Stern versetzt aufliegt. Auf den Sternspitzen befinden sich kleine Kügelchen. Zwischen den Strahlen des Sterns ragen jeweils drei kleine Blätter hervor. Das Medaillon zeigt das nach links gewendete Brustbild von Bernardo O’Higgins in Uniform mit der umlaufenden Inschrift BERNARDO O’HIGGINS CHILE.

## Trageweise
Das Großkreuz wird mit einer Schärpe von der rechten Schulter zur linken Hüfte sowie mit einem Bruststern getragen. Großoffizier und Kommandeur tragen die Auszeichnung als Halsorden; Großoffiziere zusätzlich mit einem Bruststern. Offiziere und Ritter dekorieren das Ordenszeichen am Band auf der linken Brustseite, wobei auf dem Band des Offizierskreuzes noch eine Rosette angebracht ist.
Das Ordensband hat einen breiten blauen und roten Streifen.

## Bekannte Träger
- Hermann Josef Abs, Bankier
- Lamine Diack, Sportfunktionär
- Heinz F. Dressel, Theologe
- Ekkehard Fluck, Chemiker
- Heiner Geißler, Politiker
- Michael Glos, Politiker
- Hermann Gmeiner, Gründer der SOS-Kinderdörfer
- Peter Lilienthal, Regisseur
- Félix Luna, Historiker, Politiker, Anwalt und Autor
- Walterio Meyer Rusca, Förderer der chilenischen Region Los Lagos
- Adam Michnik, Essayist und Publizist
- Alois Mock, Politiker
- David Montgomery, 2. Viscount Montgomery of Alamein, Politiker
- Hans Zehetmair, Politiker
- Jean Ziegler, UN-Rapporteur, Politiker, Professor